# Джинезис, Томми
То́мми Джине́зис (англ. Tommy Genesis) урождённая Джине́зис Ясми́н Моханра́дж (англ. Genesis Yasmine Mohanraj; род. 18 августа 1990, Ванкувер, Канада) — канадская рэп-исполнительница, модель и художница. В 2016 году журнал Dazed описал её как «мятежную андеграунд-королеву рэпа из интернета». Её музыка была признана экспериментальной и агрессивно сексуальной.

## Ранние годы и образование
Родилась в Ванкувере, Канада. Происходит из смешанной семьи: отец — тамил, мать — шведка.
Окончила Университет искусств и дизайна Эмили Карр (англ. Emily Carr University of Art and Design), где изучала кино и скульптуру.
Бисексуальна.

## Карьера

### Музыка
В 2015 Джинезис подписала контракт с Awful Records и выпустила дебютный альбом «World Vision».
С 2017 года сотрудничает с Downtown Records и Interscope Records.
В 2018 году выпустила альбом Tommy Genesis.
В 2023 году американская певица Лана Дель Рей выпустила песню «Peppers», в которой используется сэмпл песни Томми «Angelina» из альбома Джинезис 2015 года World Vision, а сама рэп-исполнительница числится приглашенным артистом. 

### Мода
Томми работала с Calvin Klein, участвовала в их кампании осень 2016 вместе с другими музыкантами. В 2017 она сотрудничала с M.I.A. на Mercedes-Benz Fashion Week.

## Дискография

### Альбомы
- World Vision (2015)
- Tommy Genesis (2018)[8]
- goldilocks x (2021)

### Синглы
- peppermint (2021)
- a woman is a god (2021)

## Туры
В качестве хедлайнера
- God Is Wild Tour (2018)

На разогреве
- Dua Lipa — The Self-Titled Tour (2018)
- Charli XCX — (2019)